# ウスマーナーバード
ウスマーナーバード（マラーティー語：उस्मानाबाद Usmānābād, 英語：Usmanabad/Osmanabad）は、インド西部のマハーラーシュトラ州、ウスマーナーバード県の都市。オスマーナーバード、オスマナーバードとも呼ばれる。20世紀に建設された比較的新しい都市である。この都市の名は20世紀のニザーム藩王国最後の藩王であるウスマーン・アリー・ハーンの名にちなんでつけられた。

## 歴史
5世紀から6世紀にかけて、現都市の郊外にヴィシュヌ派ヒンドゥー教に洞窟寺院が建設され、そののちヤーダヴァ朝の支配下となり、14世紀に滅ぼされるまでその支配にあった。これがこの都市の前身である。
ウスマーナーバードは20世紀前半、ニザーム藩王国の藩王ウスマーン・アリー・ハーンの治世に建設され、その治世に完成した。
1948年、ニザーム藩王国の領土がインド政府に接取されたのち、1956年の州再編成でマハーラーシュトラ州の都市となった。

## 地理
- バーラガート山脈の標高655mに位置
- ショーラープルから56km